# باشگاه فوتبال پورتسموث
باشگاه فوتبال پورتس‌موث (به انگلیسی: Portsmouth Football Club) یک باشگاه فوتبال انگلیسی است که در شهر پورتس‌موث انگلیس واقع است. این باشگاه در سال ۱۸۹۸ تأسیس شده‌است که هم‌اکنون در چمپیونشیپ دومین سطح معتبر فوتبال انگلستان بازی میکند‌. 
باشگاه فوتبال پورتموث یکی از پر افتخار آفرین باشگاه انگلستان است.پورتموث دو مرتبه قهرمان لیگ فوتبال انگلستان و دو مرتبه قهرمان جام حذفی انگلستان شده‌است.

## هماوردان و رقبا
رقیب اصلی پورتسموث تیم فوتبال ساوتهمپتون است که رقابت این دو تیم به نام دربی ساحل جنوبی معروف میباشد اما به دلیل حضور دوتیم در سطوح متفاوت فوتبال انگلستان این دو تیم در سال های اخیر کمتر باهم رو به رو شده اند.
شهر پورتسموث از ساوت‌همپتون حدود ۳۱ کیلومتر فاصله دارد همچنین دیدار این دوتیم با نام دربی همپشایر نیز معروف میباشد.

## افتخارات
لیگ  انگلیس:
قهرمان:(۲بار) ۱۹۴۹-۱۹۴۸ ٫ ۱۹۵۰-۱۹۴۹ 
جام حذفی:
قهرمان:(۲بار) ۱۹۳۹-۱۹۳۸ ٫ ۲۰۰۸-۲۰۰۷
جام خیریه: 
قهرمان:۱۹۴۹